# 何喜奎
何喜奎（1953年—），汉族，中华人民共和国政治人物、第十一届全国政协委员。
加入中国共产党，现担任西部机场集团公司董事长、党委书记。2008年，当选第十一届全国政协委员，代表中华全国总工会，分入第十七组。